# 渡航医学
渡航医学（とこういがく、travel medicine）は、医学の一分野であり、海外旅行者を対象とした健康問題の予防や治療を扱う。旅行医学とも呼ばれる。

## 国際化と旅行
国際化に伴って疾病はこれまでにない速さで拡散するようになり、健康を脅かす様々な環境に身を置く旅行者も増えつつある。渡航医学の扱う内容としては、旅行者の健康を脅かす病気の地域別流行状況(疫学)、予防接種、マラリア予防、そして年間6億人に及ぶ海外旅行者の健康を守るための旅行前カウンセリング、などが挙げられる。推定では、年間8,000万人の海外旅行者が、先進国から発展途上国へ旅行しているとみられる。

## 有病率と死亡率
死亡率研究によれば、旅行中の死亡の最大の原因は循環器疾患(50-70%)であり、外傷や事故(～25%)が続く。感染症は旅行中・旅行後の死亡原因のうちわずか2.8～4%を占めるに過ぎない。一方有病率研究によれば、先進国からの旅行者が途上国で1ヶ月を過ごした場合に、半数以上が病気になるとされる。中でも旅行者下痢症は最もよく見られる問題である。

## 専門領域
渡航医学を取り巻く学問領域としては、疫学・感染症・公衆衛生・熱帯医学・高地生理学・旅行に関連した産科学・精神医学・産業医学・軍事医学・移民医学・環境衛生が含まれる。
特別な旅程や活動としては、クルーズ客船による旅行・ダイビング・大集会(例: ハッジ)・荒野や辺境の地への旅行などが挙げられる。
基本的に、渡航医学は4つの主要分野に分けることができる。
- 予防 　予防接種と生活指導
- 支援医学　緊急帰国や旅行者への治療
- 辺境地医学　高地医学・クルージング医学・探検医学など
- 保険医学

## 活動範囲
渡航医学に含まれる活動として、渡航前相談や検診、旅行中の不慮の事故への備え、旅行後の健康相談などが含まれる。地域別の健康情報や飛行機旅行そのものによる危険についてなど、基礎となる情報は世界保健機関の旅行情報 (英語)として提供されている。他にもアメリカ疾病予防管理センター(CDC)の旅行情報 (英語)や日本の厚生労働省検疫所から有用な情報が得られる。
カバーすべき内容のメインは、ワクチンの予防接種だが、他に「6つのI」として、次のようなアドバイスも行われる。
1. 虫刺され(Insects): 虫除け・蚊帳・マラリア予防薬
2. 食中毒(Ingestions): 水質や食べ物への注意、旅行者下痢症の対症療法など
3. 分別のある行動(Indiscretion): HIV、性感染症
4. 外傷(Injuries）: 事故を避ける工夫、身の安全の守り方、破傷風・狂犬病
5. 水に触れる際の注意(Immersion): 住血吸虫症
6. 旅行保険の活用(Insurance): 担保内容の確認や、具体的な治療の受け方の指導

## 特に問題となる疾患
- 黄熱病は、アフリカや南アメリカの一部地域で流行している。CDCのサイトで危険地域や黄熱ワクチンに関する情報、予防法についての情報が得られる[2]。
- 髄膜炎菌髄膜炎は、アフリカの「熱帯髄膜炎菌地域」で流行が見られる。サウジアラビアのメッカを訪れるイスラム教巡礼者、欧米に留学する学生には、予防接種が義務付けられている。上記同様、CDCのサイトで髄膜炎菌ワクチンその他の情報が得られる[3]。
- マラリア予防には、蚊との接触予防（網戸・エアコン・蚊帳）と、虫除けスプレー（通常はディート）が用いられる。抗マラリア剤による予防を行う場合は、旅行前から服用を開始し、帰国した後4週間（クロロキン・ドキシサイクリン・メフロキンの場合）または7日間（アトバコン・プログアニルやプリマキンの場合）まで飲み続けることで、十分な予防効果が得られる[4]。

## 救急箱
旅行の際には、リスクに備えて持っていくと役に立つ薬がある。行き先や状況にあわせて、解熱鎮痛剤・マラリア予防薬・コンドーム・旅行者下痢症の治療薬、絆創膏や湿布やハサミなどの応急手当セットを用意するとよい。

### 関係団体
- 日本渡航医学会 - 大人の予防接種を受けられる医療機関リスト付き（日本語）
- 日本旅行医学会（日本語）
- 国際旅行医学会（英語）
  - 旅行医学の必修内容（英語）
- アメリカ熱帯医学会（英語）